# Novokîiivka, Bobrîneț
Novokîiivka (în ucraineană Новокиївка) este un sat în comuna Tarasivka din raionul Bobrîneț, regiunea Kirovohrad, Ucraina.

## Demografie
Componența lingvistică a localității Novokîiivka
     Ucraineană (91,61%)
     Rusă (7,69%)
     Alte limbi (0,7%)
Conform recensământului din 2001, majoritatea populației localității Novokîiivka era vorbitoare de ucraineană (91,61%), existând în minoritate și vorbitori de rusă (7,69%).